# Christian Osaguona
Ighodaro Christian Osaguona (Estado de Edo, Nigeria, 10 de octubre de 1990) es un futbolista nigeriano.

## Trayectoria
Ha representado a la selección de fútbol de Nigeria en diversos torneos. Fue convocado por la selección absoluta para los partidos de la clasificación para la Copa Africana de Naciones de 2015 y jugó su primer partido internacional el 10 de septiembre de 2014 en contra de la selección de fútbol de Sudáfrica, después de entrar como suplente de Gbolahan Salami en el minuto 63.
El 13 de enero de 2020, Osaguona firmó un contrato de media temporada con el Persépolis Football Club, campeón de la Pro League del Golfo Pérsico. Además, fichó con opción de extender su acuerdo por un año adicional. Jugó en la temporada 2020-21 para el Al-Shorta Sports Club.